# THE IDOLM@STER CINDERELLA GIRLS U149 ANIMATION MASTER
《THE IDOLM@STER CINDERELLA GIRLS U149 ANIMATION MASTER》(아이돌마스터 신데렐라 걸즈 유일사구 애니메이션 마스터)는 2023년 4월 19일부터 일본 컬럼비아에서 발매되고 있는 CD 시리즈다.
텔레비전 애니메이션 《아이돌마스터 신데렐라 걸즈 U149》에서 사용된 악곡의 롱 버전을 수록한 CD 시리즈다.
표제곡의 풀버전과 각 가창자에 의한 솔로 리믹스 및 오프보컬판이 수록된 싱글반과 여러 악곡을 수록한 앨범반이 있다.

## 01 Shine In The Sky☆
2023년 4월 19일 발매. 오프닝 테마 'Shine In The Sky☆'와 솔로 리믹스를 수록한 싱글. 코가 코하루는 이 CD가 시리즈 첫 참가.
수록곡
1. Shine In The Sky☆
노래: U149
작사: Mahiro, 작곡: 슌류, 편곡: Sizuk
2. Shine In The Sky☆ 타치바나 아리스 솔로 리믹스
노래: 타치바나 아리스(사토 아미나)
3. Shine In The Sky☆ 사쿠라이 모모카 솔로 리믹스
노래: 사쿠라이 모모카(테루이 하루카)
4. Shine In The Sky☆ 아카기 미리아 솔로 리믹스
노래: 아카기 미리아(쿠로사와 토모요)
5. Shine In The Sky☆ 마토바 리사 솔로 리믹스
노래: 마토바 리사(타메가이 하나)
6. Shine In The Sky☆ 유우키 하루 솔로 리믹스
노래: 유우키 하루(코이치 마코토)
7. Shine In The Sky☆ 사사키 치에 솔로 리믹스
노래: 사사키 치에(이마이 아사카)
8. Shine In The Sky☆ 류자키 카오루 솔로 리믹스
노래: 류자키 카오루(하루세 나츠미)
9. Shine In The Sky☆ 이치하라 니나 솔로 리믹스
노래: 이치하라 니나(쿠노 미사키)
10. Shine In The Sky☆ 코가 코하루 솔로 리믹스
노래: 코가 코하루(코모리 유리)
11. Shine In The Sky☆ 오리지널 가라오케

## 02 들러 보는 리틀 스타
2023년 5월 10일 발매. 제1화 엔딩 테마 '들러 보는 리틀 스타'와 제2화~제4화의 삽입곡·엔딩곡을 수록한 앨범.
수록곡
1. 들러 보는 리틀 스타
노래: U149
작사: 아사쿠라 미치, 작곡·편곡: 와타나베 체루 와타나베
2. 너에게 한껏☆
노래: 이치하라 니나(쿠노 미사키), 치노세 시키(아이하라 코토미), 미야모토 프레데리카(타카노 아사미)
작사: Apis(TRYTONELABO), 작곡·편곡: 타키자와 슌스케(TRYTONELABO)
3. 들쭉날쭉 스피드스타
노래: 아베 나나(미야케 마리에), 사토 신(하나모리 유미리), 아카기 미리아(쿠로사와 토모요)
작사·작곡·편곡: 유요윳페
4. 무중력 셔틀
노래: 사쿠라이 모모카(테루이 하루카)
작사·작곡: 키타가와 유우진, 편곡: 타마야2060%(Wienners)
5. 들러 보는 리틀 스타 오리지널 가라오케
6. 모두의 기분
노래: 이치하라 니나(쿠노 미사키)
작사·작곡·편곡: BNSI(사토 타카후미)
7. Romantic Now
노래: 아카기 미리아(쿠로사와 토모요)
작사: BNSI(MC TC), 작곡·편곡: BNSI(Taku Inoue)
8. 사랑의 찬가
노래: 사쿠라이 모모카(테루이 하루카)
작사: 코가네이 츠쿠모, 작곡·편곡: 츠카다 슈헤이(TRYTONELABO)

## 03 Nightwear
2023년 5월 24일 발매. 제6화에서 사용된 신곡 'Nightwear'와 솔로 리믹스, 노래방, 삽입곡 1곡을 수록.
수록곡
1. Nightwear
노래: 하야미 카나데(이이다 유우코), 시오미 슈코(루팅), 죠가사키 미카(요시무라 하루카), 이치노세 시키(아이하라 코토미), 미야모토 프레데리카(타카노 아사미)
작사: MC TC, 작곡·편곡: Taku Inoue
  - 작품 중에서 유닛명은 'LiPPS'

2. Nightwear 하야미 카나데 솔로 리믹스
노래: 하야미 카나데(이이다 유우코)
3. Nightwear 시오미 슈코 솔로 리믹스
노래: 시오미 슈코(루팅)
4. Nightwear 죠가사키 미카 솔로 리믹스
노래: 죠가사키 미카(요시무라 하루카)
5. Nightwear 이치노세 시키 솔로 리믹스
노래: 이치노세 시키(아이하라 코토미)
6. Nightwear 미야모토 프레데리카 솔로 리믹스
노래: 미야모토 프레데리카(타카노 아사미)
7. Nightwear 오리지널 가라오케
8. Tulip
노래: 하야미 카나데(이이다 유우코), 시오미 슈코(루팅), 죠가사키 미카(요시무라 하루카), 이치노세 시키(아이하라 코토미), 미야모토 프레데리카(타카노 아사미)
작사: 모리 유리코, 작곡·편곡: 이시하마 카케루(MONACA)

## 04 Zero to One!!
2023년 6월 21일 발매. 제5화~제7화·제10화의 삽입곡·엔딩곡을 수록한 앨범.
수록곡
1. Zero to One!!
노래: U149
작사·작곡·편곡: 미야자키 마코토
2. ACE
노래: 유우키 하루(코이치 마코토)
작사: 미즈노 겐키, 작곡·편곡: 무츠키 슈헤이
3. I'm a little princess ~별님에게 부탁해요~
노래: 코가 코하루(코모리 유리)
작사: 아사쿠라 미치, 작곡·편곡: 와타나베 체루
4. BEYOND THE STARLIGHT
노래: 마토바 리사(타메가이 하나)
작사: 야시로 유타, 작곡·편곡: 이시하마 카케루(MONACA)
5. Zero to One!! 오리지널 가라오케
6. ACE 오리지널 가라오케
7. I'm a little princess ~별님에게 부탁해요~ 오리지널 가라오케
8. GEMSTONE
노래: 마토바 리사(타메가이 하나)
작사·작곡: 데구치 료, 편곡: 데구치 료, 이이다 료타
9. 부탁해! 신데렐라 코가 코하루 솔로 리믹스
노래: 코가 코하루(코모리 유리)
작사: marhy, 작곡·편곡: NBSI(우치다 테츠야)

## 05 Good day Good night
2023년 6월 28일 발매. 제8화~제11화 삽입곡·엔딩곡을 수록한 앨범.
수록곡
1. Good day Good night
노래: U149
작사·작곡·편곡: 히게드라이버
2. 내가 Rule
노래: 키류 츠카사(카와세 마키)
작사·작곡·편곡: 츠루사키 코이치
3. Sing the Prologue♪
노래: 키류 츠카사(카와세 마키), 사사키 치에(이마이 아사카)
작사: 타카세 아이코, 작곡: 타키자와 슌스케(TRYTONELABO), 편곡: TAKT(TRYTONELABO)
4. SUN♡FLOWER
노래: 타치바나 아리스(사토 아미나), 유우키 하루(코이치 마코토), 류자키 카오루(하루세 나츠미)
작사: 사카이 류지, 작곡·편곡: 야마자키 신고
5. Doremi Factory!
노래: U149
작사·작곡: 슌류, 편곡: SizuK
6. Good day Good night 오리지널 가라오케
7. 내가 Rule 오리지널 가라오케
8. 동경 Stitch
노래: 사사키 치에(이마이 아사카)
작사: 이소가이 요시에, 작곡: 오노 타카미츠, 편곡: 타마키 치히로
9. 해바라기 마크를 찾아라!
노래: 류자키 카오루(하루세 나츠미)
작사: 타카세 아이코, 작곡·편곡: 와타나베 체루
10. to you for me
노래: 타치바나 아리스(사토 아미나)
작사: 와타나베 시오, 작곡: BNSI(Yoshi), 편곡: 타키자와 슌스케(TRYTONELABO)

## 06 반짝거림☆
2023년 7월 5일 발매. 제12화 삽입곡 '반짝거림☆'와 솔로 리믹스를 수록한 싱글.
수록곡
1. 반짝거림☆
노래: U149
작사: 타카세 아이코, 작곡·편곡: 와타나베 체루
2. 반짝거림☆ 타치바나 아리스 솔로 리믹스
노래: 타치바나 아리스(사토 아미나)
3. 반짝거림☆ 사쿠라이 모모카 솔로 리믹스
노래: 사쿠라이 모모카(테루이 하루카)
4. 반짝거림☆ 아카기 미리아 솔로 리믹스
노래: 아카기 미리아(쿠로사와 토모요)
5. 반짝거림☆ 마토바 리사 솔로 리믹스
노래: 마토바 리사(타메가이 하나)
6. 반짝거림☆ 유우키 하루 솔로 리믹스
노래: 유우키 하루(코이치 마코토)
7. 반짝거림☆ 사사키 치에 솔로 리믹스
노래: 사사키 치에(이마이 아사카)
8. 반짝거림☆ 류자키 카오루 솔로 리믹스
노래: 류자키 카오루(하루세 나츠미)
9. 반짝거림☆ 이치하라 니나 솔로 리믹스
노래: 이치하라 니나(쿠노 미사키)
10. 반짝거림☆ 코가 코하루 솔로 리믹스
노래: 코가 코하루(코모리 유리)
11. 반짝거림☆ 오리지널 가라오케
12. Doremi Factory! 코가 코하루 솔로 리믹스
노래: 코가 코하루(코모리 유리)

#### 유닛 구성원
1. 1 2 3 4 5 6 7 8 9 10 11  타치바나 아리스(사토 아미나), 사쿠라이 모모카(테루이 하루카), 아카기 미리아(쿠로사와 토모요), 마토바 리사(타메가이 하나), 유우키 하루(코이치 마코토), 사사키 치에(이마이 아사카), 류자키 카오루(하루세 나츠미), 이치하라 니나(쿠노 미사키), 코가 코하루(코모리 유리)